# Esther de Carvalho
Pour les articles homonymes, voir Carvalho.
Esther de Carvalho, née le 20 août 1858 à Montemor-o-Velho et morte le 15 janvier 1884 à Rio de Janeiro, est une actrice et chanteuse d'opéra portugaise controversée qui a connu le succès au Brésil, pays où elle meurt à l'âge de 25 ans.

## Jeunesse
Esther Amélia da Costa Coutinho da Silva Carvalho naît le 20 août 1858 à Montemor-o-Velho dans le district de Coimbra au Portugal. Son père est un avocat de formation et comédien de théâtre amateur. Elle fait ses études à proximité de Figueira da Foz où elle se fait connaître comme chanteuse et pianiste en se produisant dans des clubs locaux. À l'âge de 21 ans, elle quitte le domicile familial pour Lisbonne avec l'intention de devenir actrice,,.

## Carrière
Elle est immédiatement embauchée à Lisbonne par le Teatro da Trindade et fait ses débuts le 31 mars 1880 dans une opérette appelée O Cão de Malaquias. Son interprétation est un énorme succès, et les opérettes qui suivent reçoivent le même accueil positif. Cependant, son comportement est de plus en plus l'objet de critiques : elle sèche les répétitions, ne se présente pas à certains spectacles, insulte ses collègues, et l'impresario, Francisco Palha (pt), directeur de la compagnie de théâtre Trindade, lui inflige de nombreuses amendes. Son incompatibilité d'humeur avec la société Trindade, et inversement, l'amène à quitter le pays,,.

## Au Brésil

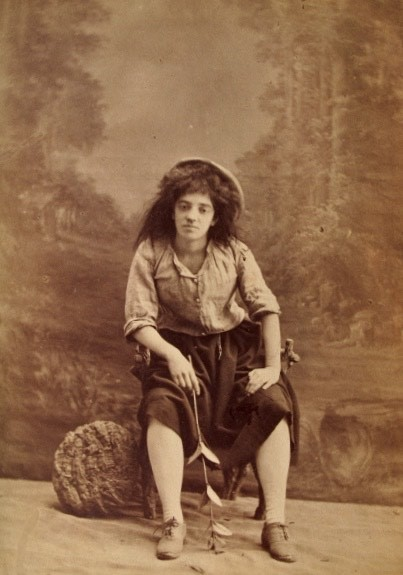
Esther de Carvalho sur scène, photographie du début des années 1880.

En juillet 1882, elle part pour le Brésil en compagnie de l'acteur connu sous le nom de Ribeiro. Profitant à son arrivée de la présence à Rio de Janeiro du dramaturge, metteur en scène et imprésario portugais António de Sousa Bastos (pt), elle envoie une note à son théâtre disant : « Mon cher Sousa Bastos - Voulez-vous de moi dans votre théâtre ? - Esther" ». Sousa Bastos l'accueille chez lui et lui offre un rôle dans sa pièce suivante. Elle tente alors de promouvoir ses spectacles, en faisant ce que Sousa Bastos a décrit comme « indescriptible » : en se produisant de manière impromptue dans les rues. L'initiative lui attire un public considérable, rivalisant avec Pepa Ruiz, considérée alors comme l'actrice la plus populaire de Rio de Janeiro. Des désordres se produisent dans les théâtres de la ville où les spectacles avec Pepa Ruiz sont interrompus par les Estheristas, et ceux dans lesquels Esther se produit sont perturbés par les Pepistas. Ces troubles se propagent alors des théâtres aux spectacles de rue. Cette violence croissante conduit Sousa Bastos à déménager à São Paulo,,.
Esther et Ribeiro s'associent au chef d'orchestre Francisco Alvarenga, un ami de Sousa Bastos venu d'Europe à son invitation, pour gérer le Teatro Recreio Dramático à Rio de Janeiro. Cependant, les émeutes entre Estheristas et les Pepistas se poursuivent, aboutissant au meurtre d'Alvarenga, battu à mort. Quelques jours plus tard, le 21 mars 1883, Ribeiro meurt de la fièvre jaune. La mort tragique de ses partenaires laisse Esther seule à diriger le théâtre, chose qu'elle est manifestement incapable de faire. Peu de temps après, elle contracte la tuberculose et meurt dans la misère le 15 janvier 1884. Elle est enterrée au cimetière São João Baptista dans le quartier Botafogo de Rio de Janeiro, sa tombe est à côté de celle de Ribeiro,,.
Plusieurs associations de Rio de Janeiro portent son nom, tout comme le théâtre dans sa ville natale de Montemor-o-Velho, et une rue de São Paulo.